# Aleuroclava fletcheri
Aleuroclava fletcheri es un hemíptero de la familia Aleyrodidae, con una subfamilia: Aleyrodinae. Fue descrita científicamente en 1992 por Sundararaj & David.